# Osteonecrosis
La osteonecrosis o necrosis avascular es una enfermedad causada por la pérdida temporal o permanente del flujo de sangre al interior de los huesos. Sin sangre, el tejido óseo muere y causa que el hueso colapse. Si el proceso involucra a los huesos cerca de una articulación, normalmente lleva al colapso de la superficie de la articulación. Esta enfermedad también es conocida como osteonecrosis (osteo-, de "hueso" y -necrosis, de "muerte" o, en otras palabras, "muerte de huesos"), necrosis aséptica o necrosis isquémica.

## Etiología
Hay muchas causas para la necrosis avascular tales como el alcoholismo, uso excesivo de esteroides, síndrome de descompresión, compresión vascular, hipertensión, vasculitis, trombosis, daño por radiación, anemia de células falciformes y por la Enfermedad de Gaucher. En algunos casos es idiopático (no se encuentra la causa).
Algunas enfermedades que pueden estar asociadas con el desarrollo de necrosis aséptica abarcan:
- Gota
- Arterioesclerosis
- Diabetes

La necrosis aséptica es más común en personas entre los 30 y los 60 años de edad y la mayoría de los casos de esta enfermedad en adultos ocurre en la articulación de la cadera. Esta afección también se puede presentar como resultado de la terapia para el cáncer en la infancia.
El Síndrome de Legg-Calvé-Perthes es una afección similar que se observa en niños y adolescentes.

## Cuadro clínico
No se presentan síntomas en las etapas iniciales de la enfermedad. A medida que el daño óseo empeora, se pueden presentar los siguientes síntomas:
- Dolor en la articulación que se puede incrementar si el hueso colapsa
- Rango de movimiento limitado
- Dolor en la ingle si la articulación afectada es la cadera
- Cojera, si la necrosis aséptica ocurre en o por debajo de las caderas

## Diagnóstico
La mayoría de las veces los doctores ortopédicos diagnostican la enfermedad excepto en la mandíbula, donde normalmente es diagnosticado y tratado por cirujanos dentales y maxilofaciales. El
examen de elección es la resonancia magnética, capaz de detectar osteonecrosis antes de que haya daño significativo en el hueso.

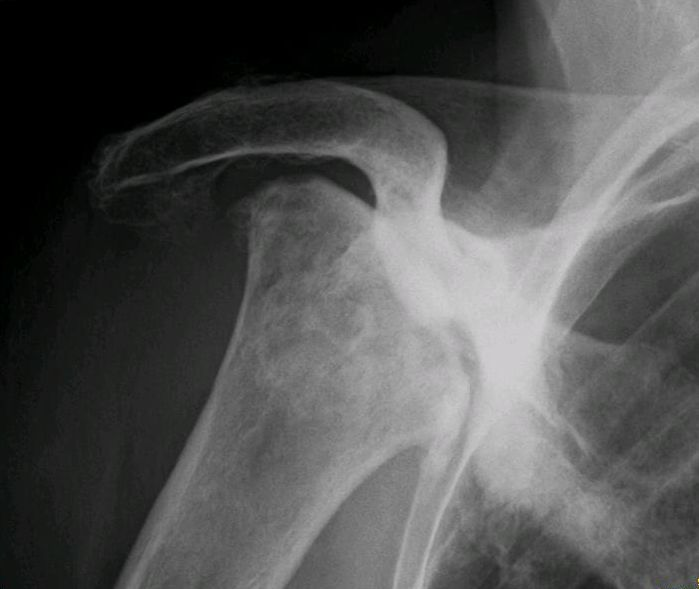
Radiografía de una osteonecrosis total de la cabeza del húmero derecho. Mujer de 81 años de edad con diabetes de larga evolución.
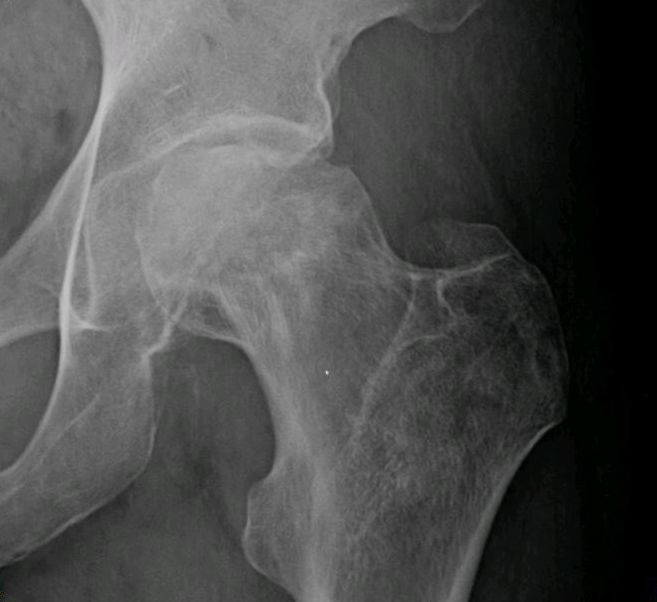
Radiografía de una osteonecrosis de la cabeza femoral izquierda. Hombre de 45 años de edad con SIDA.
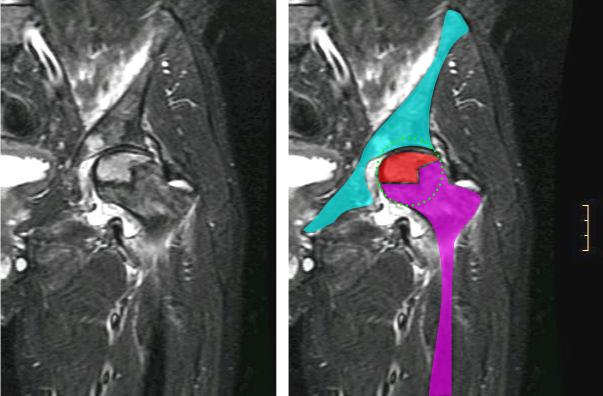
Resonancia magnética nuclear de una osteonecrosis de la cabeza femoral izquierda. Hombre de 45 años de edad con SIDA.

## Diagnóstico diferencial
Hay que distinguir esta enfermedad respecto de:
- Artritis
- Tumor
- Fractura
- Infección
- Osteocondrosis

## Tratamiento
La osteonecrosis es más común en la articulación de la cadera. Se utilizan varios métodos para tratar la enfermedad,. El más común es del reemplazo total de la cadera, por un implante protésico. Sin embargo, esto conlleva problemas que incluyen tiempos de recuperación largos y menores esperanzas de vida. Este es un método efectivo para la población geriátrica; sin embargo, los médicos evitan usarlo en pacientes jóvenes por las razones mencionadas. Existe un tratamiento más nuevo y prometedor con un metal, en el que no se elimina todo el hueso, sino que se repara. En este, sólo se retira la cabeza del fémur, a diferencia del reemplazo completo donde se retira todo el cuello. Esta técnica aún está en estudio y experimentación.
Otro tratamiento es la descompresión del núcleo, en que la presión del hueso interno es aliviado al ser taladrado el hueso, insertándose una pieza de hueso vivo y un aparato electrónico para estimular el crecimiento de nuevos nervios y demás.